# Parlamentswahl in Bulgarien 1994
- BSP: 125
- DPS: 15
- BSNS: 18
- SDS: 69
- BBB: 13

Die Parlamentswahl in Bulgarien 1994 fand am 18. Dezember 1994 statt und bestimmte die 240 Abgeordneten des Narodno Sabranie. Es handelte sich um eine vorgezogene Vorwahl, nachdem das alte Parlament im Oktober aufgelöst wurde. Der Bulgarischen Sozialistischen Partei reichten 43 Prozent der Stimmen für eine absolute Mehrheit aus, die zur Regierung unter Ministerpräsident Schan Widenow führte. Die Union der Demokratischen Kräfte (SDS) rutschte auf 24 Prozent ab, dahinter schafften es noch drei kleinere Parteien ins Parlament.

## Ergebnis
| Listen                            | Listen                                                                       | Stimmen   | %    | Mandate | +/- |
| --------------------------------- | ---------------------------------------------------------------------------- | --------- | ---- | ------- | --- |
|                                   | Bulgarische Sozialistische Partei (BSP) Balgarska sozialistitscheska partija | 2.262.943 | 43,5 | 125     | +19 |
|                                   | Union der Demokratischen Kräfte (SDS) Sajus na Demokratitschnite Sili        | 1.260.374 | 24,2 | 69      | −41 |
|                                   | Balgarski Semedelski Naroden Sajus – Naroden Sajus (BSNS)                    | 338.478   | 6,5  | 18      | +18 |
|                                   | Bewegung für Rechte und Freiheiten (DPS) Dwischenie sa Prawa i Swobodi       | 283.094   | 5,4  | 15      | −9  |
|                                   | Balgarski Bisnes Blok                                                        | 245.849   | 4,7  | 13      | +13 |
|                                   | Demokratitschna Alternatiwa sa Republikata                                   | 197.057   | 3,8  | –       | –   |
|                                   | Sonstige (keine über 4 %)                                                    | 601.709   | 11,6 | –       | –   |
|                                   | Unabhängige                                                                  | 12.561    | 0,2  | –       | –   |
| Gesamt                            | Gesamt                                                                       | 5.202.065 | 100  | 240     | –   |
|                                   |                                                                              |           |      |         |     |
| Ungültige Stimmen                 | Ungültige Stimmen                                                            | 62.549    | 1,2  |         |     |
| Wähler                            | Wähler                                                                       | 5.264.614 | 75,2 |         |     |
| Wahlberechtigte                   | Wahlberechtigte                                                              | 6.997.954 |      |         |     |
|                                   |                                                                              |           |      |         |     |
| Quelle: Inter-Parliamentary Union |                                                                              |           |      |         |     |